# Eurodryas ellisoni
Eurodryas ellisoni är en fjärilsart som beskrevs av Charles E. Rungs 1950. Eurodryas ellisoni ingår i släktet Eurodryas och familjen praktfjärilar. Inga underarter finns listade i Catalogue of Life.